# Sant Cristòfol de Ca n'Anglada
Sant Cristòfol és una capella romànica al barri de Ca n'Anglada, a la ciutat de Terrassa, protegida com a bé cultural d'interès local. És situada al costat de la masia de Ca n'Anglada, dins el barri al qual ha donat nom. Tot i que no hi ha documentació directa sobre la capella, surt esmentada a partir de mitjan segle xi. Per les seves característiques, sembla probable que el seu origen es pugui situar vers aquest període.
Es tracta d'un edifici amb planta en forma de T, d'una sola nau i capçalera rectangular, amb voltes de canó i coberta a doble vessant. La façana, a ponent, té porta d'accés adovellada, al damunt de la qual hi ha una finestra atrompetada d'arc de mig punt. El conjunt es completa amb un campanar de paret d'una sola obertura. El parament és irregular.